# Abegweit (Schiff, 1947)
Die Abegweit ist eine 1947 in Dienst gestellte Fähre der kanadischen Canadian National Railways. Das Schiff blieb bis 1982 in Fahrt und dient seit 1983 als schwimmendes Clubhaus des Columbia Yacht Club im Hafen von Chicago.

## Geschichte
Die Abegweit entstand unter der Baunummer 144 bei Marine Industries Ltd. in Sorel-Tracy und wurde am 21. September 1946 vom Stapel gelassen. Nach der Übernahme durch die Canadian National Railways im Juni 1947 nahm das Schiff den Fährbetrieb zwischen Cape Tormentine und Borden auf. Es besitzt einen verstärkten, eisbrechenden Rumpf und sollte in seinem Aussehen an einen Luxusliner erinnern.
1981 erhielt die Abegweit den Namen Abby, da im Folgejahr eine neue Fähre namens Abegweit in Dienst gestellt wurde, die sie im Dienst ablösen sollte. Im Oktober 1982 beendete das Schiff seine letzte Überfahrt und wurde in Picton aufgelegt.
Im März 1983 wurde die Abby an den Columbia Yacht Club in Chicago verkauft, wo sie im April desselben Jahres eintraf und seitdem als schwimmendes Clubhaus in deren Yachthafen dient. Nach der Ausmusterung der zweiten Abegweit im Mai 1997 erhielt das Schiff im Juni 1997 wieder seinen ursprünglichen Namen zurück.